# Jeśli czujesz
Jeśli czujesz - debiutancki album studyjny polskiego duetu muzycznego Blow, czyli wokalistki i tekściarki Flow oraz Świętego. Wydawnictwo ukazało się 16 listopada 2010 roku nakładem wytwórni muzycznej Alkopoligamia.com. Gościnnie w nagraniach wzięli udział m.in. tacy wykonawcy jak: Ten Typ Mes,  2cztery7, Numer Raz oraz Wdowa. Materiał był promowany teledyskami do utworów "Lekkość bytu" i "Jeśli czujesz... Flow !", odpowiednio w reżyserii Jacka Taszakowskiego i Filipa Kabulskiego.

## Lista utworów
Opracowano na podstawie materiału źródłowego.
1. "Intro - Dzień dobry..." (produkcja: Święty) - 0:44
2. "Jestem..." (tekst: Flow,gitara: Piotr Sidor, saksofon: Alek Korecki, produkcja: Święty) - 4:36
3. "Jeśli czujesz... Flow!!!" (tekst: Flow, keyboard: Grzegorz "Głośny" Foniczy, keyboard: Łukasz "Zielas" Zieliński, produkcja: Święty) - 4:16
4. "Nie taka jak!!!" (tekst: Flow, Mi-La,keyboard: Michał "Najt" Nocny, gościnnie: Mi-La, scratche: Marek "DJ Tort" Wieremiejewicz, produkcja: Święty) - 5:04
5. "02.07.2009..." (tekst: Flow, gitara: Piotr Sidor, produkcja: Święty) - 4:05
6. "02.07.2010..." (tekst: Flow, keyboard: Łukasz "Zielas" Zieliński, produkcja: Święty) - 5:14
7. "Trudno Cię zastąpić" (tekst: Flow, Ten Typ Mes, gitara basowa: Adam Gordon, gościnnie: Ten Typ Mes, scratche: Marek "DJ Tort" Wieremiejewicz,
puzon: Andrzej "Roux Spana" Jarosiński, produkcja: Święty) - 5:22
8. "Nie jest dobrze!!!" (tekst: Flow, gitara basowa: Maciek Tokarski, keyboard, produkcja: Michał "Najt" Nocny, Święty) - 3:35
9. "Zielone oczy" (tekst: Flow, gitara basowa: Adam Gordon, instrumenty perkusyjne: Adam Witrambowski, trąbka: Michał "Sir Michu" Kożuchowski, produkcja: Święty) - 5:12
10. "Oglądam/Obserwuję" (tekst: Flow, Jeżozwierz, gościnnie: Jeżozwierz, produkcja: Święty) - 4:03
11. "Kiedyś było inaczej" (tekst: Flow, keyboard: Łukasz "Zielas" Zieliński, produkcja: Święty) - 3:34
12. "Gdy stoję w oknie..." (tekst: Flow, keyboard, puzon: Andrzej "Roux Spana" Jarosiński, produkcja: Święty) - 3:47
13. "Co za dzień...!!!" (tekst: Flow, keyboard: Michał "Najt" Nocny, produkcja: Święty) - 4:29
14. "Po prostu świeć!!!" (tekst: Flow,2cztery7, Numer Raz, Wdowa, gitara basowa: Adam Gordon, gościnnie: 2cztery7, Numer Raz, Wdowa, produkcja: Święty) - 5:03
15. "Outro - Do widzenia..." (produkcja: Święty) - 0:48